# The Three Tenors: Paris 1998
The Three Tenors: Paris 1998 è un album live di José Carreras, Plácido Domingo e Luciano Pavarotti (I Tre Tenori) con il direttore d'orchestra Levine. L'album è stato registrato il 10 luglio 1998 di fronte alla Tour Eiffel a Parigi con l' Orchestre de Paris, alla vigilia del Campionato mondiale di calcio 1998.
L'album è entrato nelle classifiche di molti paesi e, in una settimana, ha venduto 1 milione di copie nel mondo.

## Tracce
1. José Carreras – Io Conosco un Giardino – 2:11
2. Plácido Domingo – Amor ti vieta – 1:52
3. Luciano Pavarotti – Granada – 3:00
4. José Carreras – Jeg elsker Dig (I Love but Thee) – 2:50
5. Plácido Domingo – Memoires de Danton – 4:02
6. Luciano Pavarotti – Caruso – 5:27
7. I Tre Tenori – Sous le ciel de Paris (Under Paris Skies) – 1:55
8. I Tre Tenori – Solamente una vez – 2:08
9. I Tre Tenori – Ah! Maria, Marí – 1:45
10. I Tre Tenori – Torero Quiero – 1:05
11. I Tre Tenori – Parlami d'amore – 2:49
12. I Tre Tenori – Tu, ca nun chiagne! – 2:36
13. I Tre Tenori – Manhã de Carnaval – 2:24
14. I Tre Tenori – Ti voglio tanto bene – 3:12
15. José Carreras – Voce 'e notte! – 3:39
16. Plácido Domingo – Quiero Desterrar de Tu Pecho el Temor – 4:52
17. Luciano Pavarotti – Nessun Dorma – 2:58
18. I Tre Tenori – Parce que (Because) – 2:05
19. I Tre Tenori – O sole mio – 2:01
20. I Tre Tenori – 'O surdato 'nnammurato – 1:54
21. I Tre Tenori – Ay, Ay, Ay – 3:09
22. I Tre Tenori – Lolita – 2:36
23. I Tre Tenori – Ständchen – 3:13
24. I Tre Tenori – Dicitencello vuje – 3:34
25. I Tre Tenori – Core 'ngrato (Catari) – 3:35
26. I Tre Tenori – You'll Never Walk Alone – 3:24

## Classifiche

### Classifiche settimanali
| Classifica (1998) | Posizione massima |
| ----------------- | ----------------- |
| Australia         | 16                |
| Austria           | 8                 |
| Belgio (Fiandre)  | 14                |
| Belgio (Vallonia) | 8                 |
| Europa            | 8                 |
| Finlandia         | 23                |
| Francia           | 6                 |
| Germania          | 3                 |
| Grecia            | 4                 |
| Nuova Zelanda     | 10                |
| Paesi Bassi       | 27                |
| Regno Unito       | 14                |
| Stati Uniti       | 83                |
| Svezia            | 39                |
| Svizzera          | 10                |

### Classifiche di fine anno
| Classifica (1998) | Posizione |
| ----------------- | --------- |
| Belgio (Vallonia) | 73        |
| Germania          | 81        |